# دانيال رافاييل
دانيال رافاييل هو مدرب كيرلنغ ‏ كندي، ولد في 16 نوفمبر 1961 في مونت لوريل في كندا.

## وصلات خارجية
- دانيال رافاييل على موقع الاتحاد الدولي للكرلنغ (الإنجليزية)
- دانيال رافاييل على موقع اللجنة الأولمبية الصينية (الإنجليزية)